# Tan Dun
Tan Dun (født 15. august 1957 i Si Mao Hunan Kina) er en kinesisk komponist.
Han har komponeret symfonien Heaven Earth Mankind for Hong Kongs uafhængighed i 1997. Han har ligeledes skrevet fire andre symfonier, operaer, orkesterværker, en klaverkoncert og musik til film.
Dun emigrerede i 1980'erne til New York i USA, hvor han studerede under Chou Wen-chung. 
Fik i 1999 Glenn Gould International Protégé Prize in Music.
Dun blev i 2008 bestilt af Google til at komponere en Internet Symphony nr. 1 (Eroica), som blev opført og indspillet af YouTube Symphony Orchestra.
Dun komponerer mest i avantgarde stil, med brug af østlige instrumenter og inspirationskilder, sammenblandet med vestlig inspiration fra komponister såsom Philip Glass, John Cage og Steve Reich. 

## Udvalgte værker
- Symfoni "Li Sao" (1985) - for orkester
- Symfoni "Himmel jord menneskehed" (1997) - for orkester
- Symfoni 2000 (1999) - for orkester
- Symfoni (2009) - for strygeorkester
- Internet Symfoni nr. 1 "Eroica" (2009) - for orkester
- Klaverkoncert "Ilden (2008) - for klaver og orkester
- "Marco Polo" (1995)  - opera
- "Pæon Pavillion" (1998 Rev. 2010)  - opera
- "Et spejl af sjæl" (2002) - opera
- "Den første kejser" (2006) - opera
- "Græd ikke, Nan King" (1995) - filmmusik